# Saint-Georges-Blancaneix
Saint-Georges-Blancaneix település Franciaországban, Dordogne megyében. Lakosainak száma 280 fő (2022. január 1.). Saint-Georges-Blancaneix Bosset, Lunas, Prigonrieux, La Force, Saint-Pierre-d’Eyraud és Fraisse községekkel határos.

## Népesség
A település népessége az elmúlt években az alábbi módon változott:
| Lakosok száma | 123  | 143  | 180  | 210  | 227  | 226  | 252  | 269  | 279  | 280  |
|               | 1968 | 1982 | 1990 | 2006 | 2013 | 2015 | 2017 | 2019 | 2020 | 2022 |